# Ubaldo Fillol
Ubaldo Matildo Fillol (født 21. juli 1950 i San Miguel del Monte, Argentina) er en tidligere argentinsk fodboldspiller, der som målmand på Argentinas landshold var med til at vinde VM i 1978 på hjemmebane, hvor han samtidig blev kåret til turneringens bedste målmand. Han deltog også ved både VM i 1974 og VM i fodbold 1982.
På klubplan optrådte Fillol langt størstedelen af sin karriere for River Plate i sit hjemland, men havde også ophold hos Racing, Quilmes, Argentinos Juniors, Vélez Sársfield, brasilianske Flamengo og spanske Atlético Madrid.
Fillol blev i 1977 kåret til Årets fodboldspiller i Argentina.